# Saint-Remy-Chaussée
Saint-Remy-Chaussée is een gemeente in het Franse Noorderdepartement (regio Hauts-de-France) en telt 469 inwoners (1999). De plaats maakt deel uit van het arrondissement Avesnes-sur-Helpe.

## Geografie
De oppervlakte van Saint-Remy-Chaussée bedraagt 5,2 km², de bevolkingsdichtheid is 90,2 inwoners per km².
De onderstaande kaart toont de ligging van Saint-Remy-Chaussée met de belangrijkste infrastructuur en aangrenzende gemeenten.

## Demografie
Onderstaande figuur toont het verloop van het inwonertal (bron: INSEE-tellingen).